# Pochazia subflava
Pochazia subflava är en insektsart som beskrevs av William Lucas Distant 1909. Pochazia subflava ingår i släktet Pochazia och familjen Ricaniidae. Inga underarter finns listade i Catalogue of Life.